# Jadranska straža (časopis)
Jadranska straža je bio ilustrirani časopis, glasilo istoimene udruge. Prvi je broj izašao siječnja 1923. godine. Izlazio je svakog mjeseca sve do veljače 1941. godine. Tekstovi su bili na hrvatskom i na srpskom jeziku, na latinici i na ćirilici. Uređivali su ga Silvije Alfirević, Niko Bartulović, Ivo Lahman, Jakša Ravlić, Oliver Fio.
Za Jadransku stražu pisali su Vilim Bačić, Antun Milošević i dr.